# Jean-Yves Le Déroff
Jean-Yves Le Déroff (Inezgane, 15 de setembro de 1957) é um velejador francês, campeão olímpico.

## Carreira
Le Déroff consagrou-se campeão olímpico ao vencer a série de regatas da classe Tornado nos Jogos Olímpicos de Verão de 1988 em Seul ao lado de Nicolas Hénard. Ele também conquistou a medalha de prata no Campeonato Mundial de 1987.